# Evžen Gál (lední hokejista)
Evžen Gál (* 27. prosince 1963) je bývalý český hokejový útočník.

## Hokejová kariéra
V československé lize hrál za CHZ Litvínov. Odehrál 5 ligových sezón, nastoupil ve 108 ligových utkáních, dal 21 gólů a měl 19 asistencí. V nižších soutěžích hrál za HC Slovan Louny, Slovan Ústí nad Labem, VTJ Příbram, HC Slavia Becherovka Karlovy Vary, SK Kadaň, HC Most a HC Stadion Teplice.

## Klubové statistiky
| Sezona    | Klub                              | Soutěž          | Základní část | Základní část | Základní část | Základní část | Základní část | Play-off | Play-off | Play-off | Play-off | Play-off |
| Sezona    | Klub                              | Soutěž          | Z             | G             | A             | B             | TM            | Z        | G        | A        | B        | TM       |
| --------- | --------------------------------- | --------------- | ------------- | ------------- | ------------- | ------------- | ------------- | -------- | -------- | -------- | -------- | -------- |
| 1983/1984 | VTJ Příbram                       | 3. liga         | -             | -             | -             | -             | -             |          |          |          |          |          |
| 1984/1985 | VTJ Příbram                       | 3. liga         | 26            | 30            | 10            | 40            | -             |          |          |          |          |          |
| 1985/1986 | Slovan Ústí nad Labem             | 2. liga         | -             | 9             | -             | -             | -             |          |          |          |          |          |
| 1985/1986 | CHZ Litvínov                      | 1. liga         | 8             | 0             | 0             | 0             | -             |          |          |          |          |          |
| 1986/1987 | CHZ Litvínov                      | 1. liga         | 29            | 6             | 7             | 13            | 12            | 12       | 4        | 1        | 5        |          |
| 1987/1988 | CHZ Litvínov                      | 1. liga         | 31            | 7             | 4             | 11            | -             |          |          |          |          |          |
| 1988/1989 | CHZ Litvínov                      | 1. liga         | 13            | 3             | 2             | 5             | 4             | 2        | 0        | 0        | 0        |          |
| 1989/1990 | CHZ Litvínov                      | 1. liga         | 27            | 5             | 6             | 11            | -             |          |          |          |          |          |
| 1990/1991 | HC Slovan Louny                   | 3. liga         | -             | -             | -             | -             | -             |          |          |          |          |          |
| 1991/1992 | HC Slovan Louny                   | 3. liga         | -             | -             | -             | -             | -             |          |          |          |          |          |
| 1992/1993 | HC Slovan Louny                   | 3. liga         | -             | -             | -             | -             | -             |          |          |          |          |          |
| 1993/1994 | HC Slovan Louny                   | 3. liga         | -             | -             | -             | -             | -             |          |          |          |          |          |
| 1994/1995 | HC Slavia Becherovka Karlovy Vary | 3. liga         | -             | -             | -             | -             | -             |          |          |          |          |          |
| 1995/1996 | HC Slavia Becherovka Karlovy Vary | 2. liga         | 43            | 6             | 10            | 16            | -             |          |          |          |          |          |
| 1996/1997 | Königsborner JEC                  | 3. německá liga | 17            | 17            | 16            | 33            | 6             |          |          |          |          |          |
| 1996/1997 | SK Kadaň                          | 3. liga         | -             | -             | -             | -             | -             |          |          |          |          |          |
| 1997/1998 | SK Kadaň                          | 3. liga         | -             | -             | -             | -             | -             |          |          |          |          |          |
| 1998/1999 | SK Kadaň                          | 2. liga         | 49            | 16            | 12            | 28            | -             |          |          |          |          |          |
| 1999/2000 | SK Kadaň                          | 2. liga         | 38            | 7             | 9             | 16            | 12            | 7        | 1        | 0        | 1        | 2        |
| 2000/2001 | SK Kadaň                          | 2. liga         | 6             | 0             | 1             | 1             | 2             |          |          |          |          |          |
| 2000/2001 | HC Most                           | 3. liga         | 14            | 6             | 4             | 10            | 6             | 1        | 0        | 0        | 0        | 2        |
| 2001/2002 | HC Stadion Teplice                | 3. liga         | 9             | 7             | 2             | 9             | 6             |          |          |          |          |          |
| 2002/2003 | EHV Schönheide                    | 4. německá liga | 16            | 15            | 17            | 32            | -             |          |          |          |          |          |
| 2004/2005 | EHV Schönheide                    | 4. německá liga | -             | -             | -             | -             | -             | 3        | 0        | 2        | 2        | 0        |